# Ativo realizável a longo prazo
Ativo realizável a longo prazo é qualquer conjunto de bens e direitos que irão realizar-se em mais do que um ano contábil, ou seja, 360 dias contados do ultimo dia do exercício social da data de publicação do balanço a que faz parte. Exemplos clássicos são os Impostos a Recuperar, os Contratos de Mútuo valor (com os sócios). Outro exemplo que entra são: os empréstimos a sócios ou diretores, pois são certos direitos a receber que, mesmo pressupondo recebimento a Curto Prazo, devem ser classificados em 1 ou dossiê classificados no Realizável a Longo Prazo. E isso acontece pois a empresa não vai acionar seu diretor se este não pagar na data combinada.
Os direitos realizáveis após o término do exercício seguinte, assim como os derivados de vendas, adiantamentos ou empréstimos à sociedades coligadas ou controladas, diretores, acionistas ou participantes no lucro da companhia, que não constituírem negócios usuais na exploração do objeto da companhia;
Serão classificadas contas da mesma natureza das do ativo circulante, porém realizáveis após o término do exercício seguinte, assim como os derivados de vendas, adiantamentos ou empréstimos a sociedades coligadas ou controladas, diretores, acionistas ou participantes no lucro, que não constituíram negócios usuais na exploração do objeto da companhia.